# Савињано Маре (Форли-Чезена)
Савињано Маре је насеље у Италији у округу Форли-Чезена, региону Емилија-Ромања.
Према процени из 2011. у насељу је живело 294 становника. Насеље се налази на надморској висини од 1 м.